# 卡拉奥拉塔
卡拉奥拉塔（西班牙語：Torre de la Calahorra）位于西班牙城市科尔多瓦瓜达尔基维尔河左岸罗马桥桥头，为保护该桥而建。1931年，此塔与罗马桥和桥门被列为西班牙国家文物。

## 历史
该塔最初由穆斯林修建，其後於14世纪卡斯蒂利亞國王恩里克二世与他的兄弟佩德羅一世对抗期间，扩建此塔，在原有的两座塔之外，增建第三座，并联为一体。
目前此处被移交给文化间对话基金会，设有安达卢西亚生活博物馆，展示9世纪至13世纪，基督教、犹太教和伊斯兰教各种文化的共存。

## 外部連結

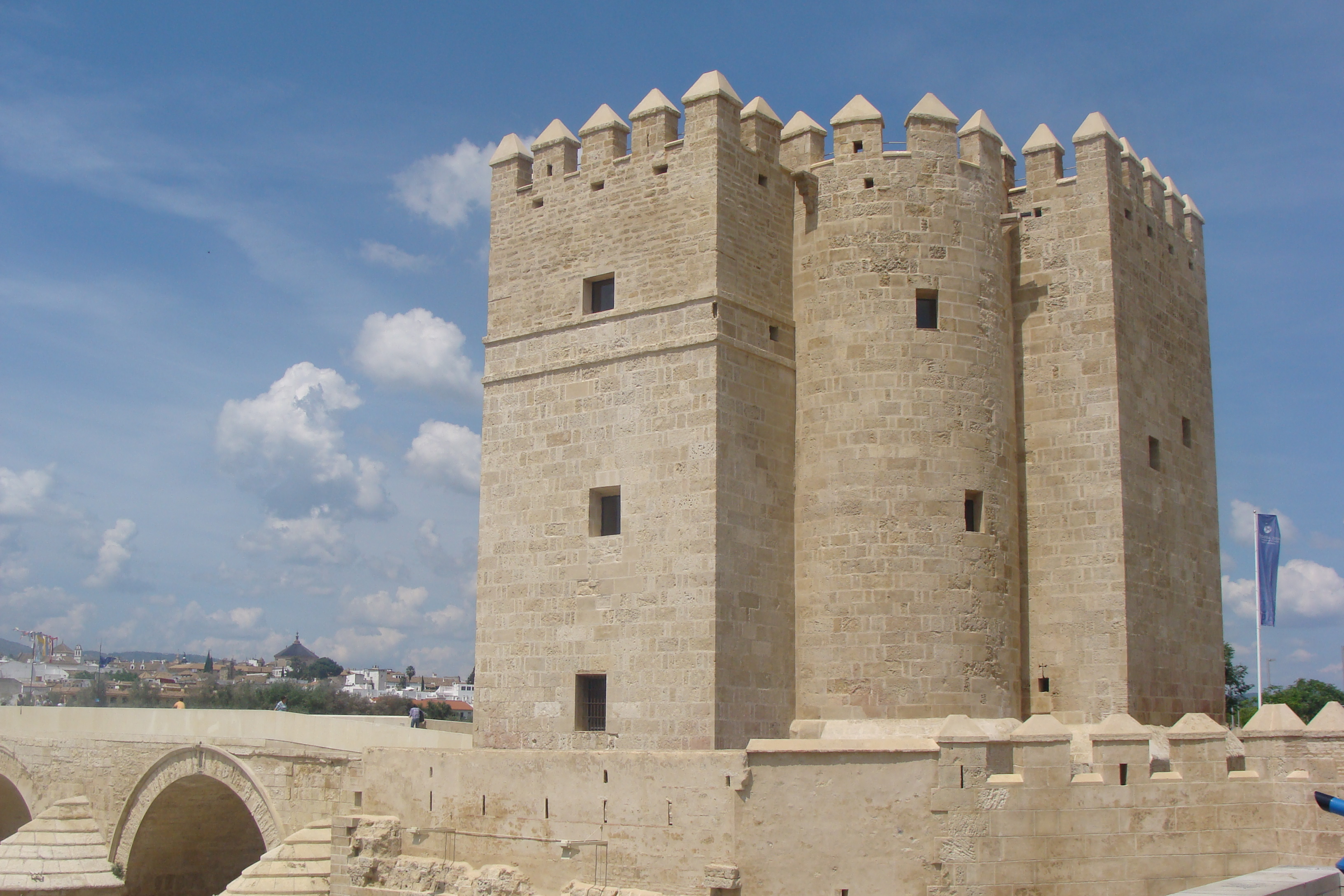
卡拉奧拉塔

- Torre de la Calahorra - Museo Vivo de Al-Andalus（页面存档备份，存于）

37°52′32″N 4°46′36″W / 37.875643°N 4.776632°W